# Vereinigte Bleistift- und Creta-Polycolor-Fabriken

Ehemaliges Anwesen Lochnerstraße 12 (vor 1944)

Die Vereinigten Bleistift- und Creta-Polycolor-Fabriken, Gebrüder Nopitsch, vormals M. Nopitsch, vormals G. W. Sussner waren ein deutsches Unternehmen der Schreibwarenbranche aus Nürnberg, das hauptsächlich Blei- und Farbstifte herstellte. Es trat unter anderem unter dem Namen Glocken-Bleistiftfabrik – beziehungsweise im Ausland unter ‚Bell‘ Pencil Works – auf.

## Vorgeschichte
Der Weinhändler und Gastwirt Peter Fischer erbaute vor 1798 auf einem kleinen Gut in Schweinau (bis ca. 1907: Nopitschstraße 60, dann Nopitschstr. 12, heute Lochnerstraße 12), das vor 1776 Grundbesitz der Dompropstei Bamberg gewesen war, ein 17 Meter langes und 12 Meter breites, zweigeschossiges Wohnhaus. Fischer wurde ab Ende 1798 zahlungsunfähig und bei einer Zwangsversteigerung am 22. März 1800 ersteigerte der Graf Christian Wilhelm Karl von Pückler und Limpurg (* 9. Februar 1744; † 10. April 1816) das Grundstück. Er baute das Anwesen großzügig zu einem „Herrensitz“ aus (deswegen daraufhin auch „Graf-Pückler-Schlösschen“ genannt), u. a. erhielt es eine Pferdestallung, eine umgebende Mauer, einen Stadel und ein zusätzliches Hofhaus. Nach seinem Tod 1816 erwarb der Bleistiftfabrikant Johann Mulzer († 1823) den Grund. 1825 veräußerte es Mulzers Witwe wiederum an den Weinhändler und späteren Magistratsrat Michael August Stöttner (* 1774; † 26. Oktober 1858), der die Weinhandlung „Goldene Sonne“ in der Nürnberger Königsstraße besaß.

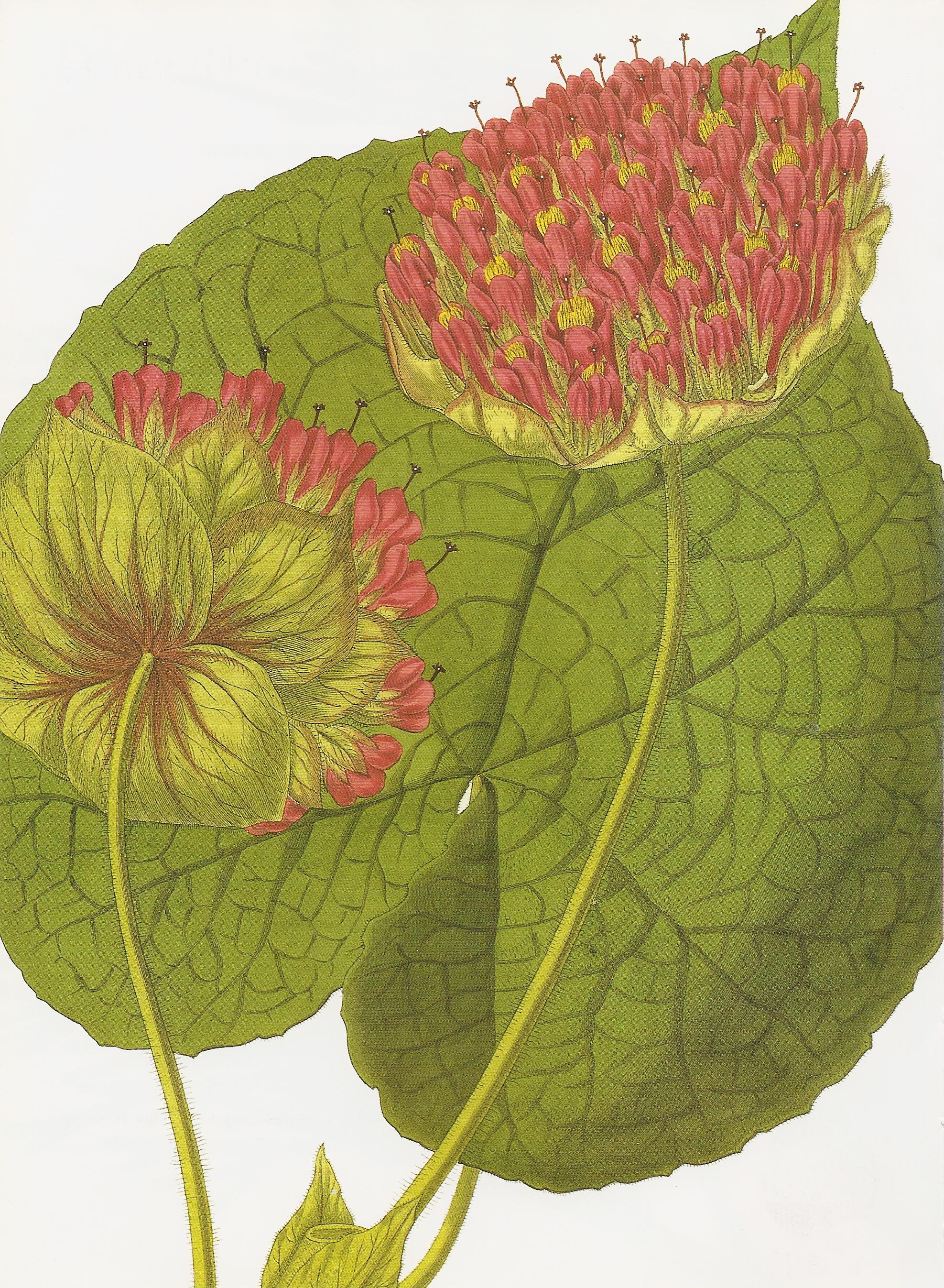
Astrapaea wallichii

Der gartenunerfahrene Stöttner legte dort in den darauffolgenden Jahren mit Hilfe des Gärtners und Botanikers Jacob Ernst von Reider auf über 2 Hektar einen Garten an, u. a. mit der (angeblich) größten Vielfalt an Pelargonien auf dem europäischen Kontinent. Es sollen mehrere hundert verschiedene Pflanzenarten und -sorten gewesen sein, von denen einige noch nicht einmal Namen gehabt haben sollen (1828/1829: ca. 430 mit Namen gelistete). Des Weiteren gedeihte dort auch die seltene und teure Astrapaea Wallichii. Ein „92 Schuh“ (ca. 26 m) langes „Glashaus“ befand sich auf dem Gelände und für 1835 werden „über 3000 Topfpflanzen“ genannt.
1850 bot Stöttner das Anwesen zum Verkauf an. Vier Jahre später gaben seine Frau Anna Katharina (geb. Kleinfeller) und Michael Stöttner nach über 50 Jahren Betrieb auch ihr Weingeschäft auf.
Der Privatier und ehemalige Konditor Christian Friedrich Nopitsch (* 15. April 1809 in Etzelwang; † 30. Juli 1887 in Schweinau; Christian Friedrich Nopitsch Urgroßvater war der Großvater des Pfarrers Christian Conrad Nopitsch) erwarb daraufhin das Anwesen von Stöttner. Nopitsch besaß eine Konditorei am Albrecht-Dürer-Platz, die er aber 1840 samt seiner Konzession an Johann Konrad Mayer verkauft hatte.
Christian Friedrich Nopitsch Sohn Moritz, Kaufmann, betrieb zunächst mit den Kaufleuten Wilhelm Schmidt und Karl Panzer eine Großhandlung für Nürnberger Waren in der Adlerstraße 313. Am 15. Mai 1864 lösten sie ihre Gesellschaft auf. Schmidt und Panzer betrieben dann ein neues Großhandlungsgeschäft ohne Nopitsch.

## Geschichte

Bleistift mit Stempel M. Nopitsch

Ab 1861 hatte Moritz Nopitsch (* 6. März 1838; † 20. Mai 1876) im nun väterlichen Anwesen eine Bleistiftfabrik eingerichtet, die unter dem Namen M. Nopitsch firmierte. Das Markenzeichen der Fabrik, angemeldet beim Königlichen Handelsgericht Leipzig, war eine Glocke. Die Fabrik teilte sich dieses Zeichen mit der Pariser Firma Gottschalk & Co., die unter anderem Kurz- und Kinderspielwaren vertrieb. Letztere durfte die Glocke für alle Produkte außer die von Nopitsch produzierten verwenden. Vom 30. März 1865 an wurden Moritz Nopitsch „für eine verbesserte Construction der Schraubenbleistifte“ die Gewerbsprivilegien (Patent) verliehen. Diese wurden 1869 für den Zeitraum von zwei Jahren verlängert. Jene Schraubenstifte hatten den Vorteil gegenüber den bisherigen Konstruktionen, dass sie „statt der festen eine bewegliche Mündung haben, um Reissblei von jeder beliebigen Stärke aufzunehmen“.
Auf der Pariser Weltausstellung 1867 war Nopitsch vertreten und die Produkte wurden mit einer Bronzemedaille prämiert. In einem Bericht über die bayerischen Aussteller dort heißt es über die Fabrik M. Nopitsch: „Die Fabrikate des Ausstellers kommen sowohl in Qualität als auch in Quantität denen der renomirtesten Fabriken vollkommen gleich. Er beschäftigt jetzt circa 100 Arbeiter und arbeitet mit einer Dampf-Maschine von zehn Pferdekräften und circa 40 Hülfsmaschinen.“ Als Produkte werden Bleistifte, Röthelstifte, Kreide, Graphitstifte, Schieferstifte, (Pastell-)Farbstifte und die „endlich in Bayern, England und Frankreich patentirten Schrauben-Bleistifte, Crayons Fideivis à mine mobile“ genannt. In Paris befand sich in 75 Faboúrg St. Martin bei den „Herren Gottschalk & Co.“ ein Lager der Fabrik. Ab circa 1890 war die Pariser Vertretung dann in der Rue de Paradis Nr. 32.
Nopitsch und seine Frau Anna Magdalena Caroline (geb. Rohrwäger; * 20. Juli 1838; † 13. Dezember 1926) begannen 1870 mit einer erheblichen Erweiterung der Fabrik. Nachdem Nopitsch 1871 die Oberfichtenmühle von der Königlichen Bank in Nürnberg erworben hatte, wurde dort ein Zweigbetrieb der Schweinauer Fabrik eingerichtet. Fortan wurden in der Oberfichtenmühle vorwiegend für den Export bestimmte Blei- und Farbstifte sowie Pastellkreiden hergestellt.
Im Jahr 1875 war das Unternehmen auf der Internationalen Ausstellung in Santiago de Chile vertreten und bekam dort für ihre Produkte die „Goldmedaille“ (Erster Preis) verliehen. In der Bayerischen Handelszeitung heißt es: „Die Bleistiftfabrikate von M. Nopitsch aus Schweinau, die ebenfalls ausgestellt waren, errangen durch ihre gleiche [Anmerkung: bezieht sich auf die Produkte A. W. Fabers] Güte und Billigkeit die ehrenvollste Auszeichnung, wurden seither auch in Quantitäten nachbestellt.“
Seit Mitte der 1870er Jahre war die Buchhandlung J. B. Rolland & Fils in der Montrealer St. Vincentstreet Nr. 6–14 als kanadischer Vertreter für die Nopitsch’en Fabrikate tätig. Des Weiteren befand sich ein Londoner Agent für das Vereinigte Königreich in „31 Snow Hill, E. C.“ sowie in der Joachimsthaler Straße in Berlin ebenfalls eine Handelsniederlassung.

Aufdruck einer (für den Export bestimmten) Bleistiftschachtel

Nach dem Tod von Moritz Nopitsch wurde dessen Ehefrau Inhaberin der Fabrik. Unter ihrer Leitung erhielt der Schweinauer Betrieb 1882 ein neues Dampfkesselhaus mit einer MAN-Dampfmaschine. 1886 wurde die G. W. Sussner’sche Fabrik käuflich erworben und beide Firmen parallel unter der Führung von Nopitsch betrieben (beide Firmen traten jedoch gemeinsam unter M. Nopitsch & G. W. Sussner, Bleistift- und Creta-Polycolor-Fabriken auf und die Glocke wurde auch das Markenzeichen der Firma G. W. Sussner). 1890 wurden die hölzernen Wasserräder der Oberfichtenmühle durch ein größeres, eisernes ausgetauscht und dort zudem noch ein Elektrizitätswerk eingerichtet. Zum 1. März 1891 trat Caroline Nopitsch aus der Firma aus und ihr Sohn Heinrich (* 8. Juni 1868; † 24. März 1958) rückte nach. Mit ihm war dann auch der jüngste der drei Söhne von Moritz und Caroline, neben Christian (* 1. Januar 1864; † 20. Februar 1945 beim Luftangriff) und Paul (* 24. Oktober 1866; † 8. September 1934), als Gesellschafter bzw. Inhaber des Unternehmens vertreten.
1893 vertrat die Fabrik – zusammen mit Schwanhäußer und Dünkelsbühler – die deutsche Bleistiftindustrie auf der Weltausstellung in Chicago „in würdiger Weise“. Dort wurde sie ebenfalls mit einer Medaille („Columbus-Medaille“) ausgezeichnet.
Im April des Jahres 1900 wurden die beiden bisher nebeneinander geführten Firmen, also M. Nopitsch und G. W. Sussner, in das Unternehmen Vereinigte Bleistift- und Creta-Polycolor-Fabriken, Gebrüder Nopitsch, vormals M. Nopitsch, vormals G. W. Sussner zusammengeführt. Produktlinien für Blei- und Farbstifte der Fabrik waren unter anderem Paraiso, Electric, John Bull, Mentor, Gabriel, Great Mogul (besonders hochwertige Bleistifte mit Graphit aus der „kaiserlichen Mine“ in Sibirien), Reporter oder Jugend.
Im November 1900 lehnte ein englisches Gericht eine Beschwerde des britischen Bleistiftherstellers E. Wolff & Son ab, wonach es anderen Herstellern (insbesondere den Gebr. Nopitsch) untersagt hätte werden sollen, Stifte mit (wie die Wolff’schen Fabrikate) SELECTED SPANISH GRAPHITE zu stempeln. Nopitsch hatte (neben einigen anderen Bleistiftfabriken) Stifte mit dieser Bezeichnung produziert. Eine ähnliche Klage von Wolff war bereits gut zehn Jahre vorher abgewiesen worden.
1924 wurde die Fabrikation in Schweinau aufgegeben und die Lackfabrik Mehnert & Veeck KG dort ansässig. Im selben Jahr wurde in der Oberfichtenmühle ein Maschinenhaus mit einer 25-PS-Dampfmaschine von Lanz eingerichtet. Zuletzt (seit circa Ende 1922) war Heinrich Nopitsch alleiniger Firmeninhaber. In der Oberfichtenmühle wurde noch vier weitere Jahre produziert, bis auch hier die Herstellung 1928 auf Grund von Absatzschwierigkeiten endgültig eingestellt wurde, da das Unternehmen hauptsächlich auf Export ausgerichtet war und sich im Ausland nicht mehr genügend Abnehmer fanden. Die Glocke als Markenzeichen wurde an die Firma Johann Breitenfelder (1902/03: Gärtnerstraße 52; 1929: Gärtnerstr. 10, Nürnberg) verkauft.
Im Zweiten Weltkrieg erlitten die Schweinauer Fabrikationsgebäude und das „Schlösschen“ schwere Schäden. In den 1950er Jahren entstand mit dem Wiederaufbau der Gebäude auch ein an die Gestaltung des alten Herrenhauses angelehnter Neubau dessen. Später war dort eine Niederlassung von Akzo-Nobel einquartiert. 2019, nach deren Abzug, wurden die Bauten abgerissen. Dort soll bis 2025 das Wohnquartier „Stadtluft Schweinau“ entstehen.

## G. W. Sussners Creta Polycolor

Werbeplakat für G. W. Sussners Creta Polycolor (vermutlich 1860er Jahre)

Mitte des 19. Jahrhunderts entwickelte Gottlieb Wilhelm Sussner (auch Sußner geschrieben; † 1882) aus Nürnberg einen Farbstift auf Ölkreidebasis (eine ganz „neue und eigentümliche Mischung“). Diese Stifte hielten bei „außerordentlicher Zartheit und Consistenz die feinste Spitze“ und Zeichnungen auf Papier stünden „gleich Ölgemälden unvergänglich fest“. Die Stifte waren in rundes Natur-Zedernholz gefasst, wurden in 48 verschiedenen Farbtönen angeboten und waren in Etuis zu 12, 18, 24, 36 und 48 Stück erhältlich. Vom Erfinder wurden diese Farbstifte als sowohl für Künstler als auch für „Dilettanten“ geeignet angepriesen. Die Stifte wurden auf der Londoner Weltausstellung 1862 mit einer Medaille prämiert. Des Weiteren urteilten viele Künstler positiv über Sussners Erfindung:
Wilhelm von Kaulbach, Moritz von Schwind und Philipp von Foltz begrüßten „in dieser neuen Erfindung eine sehr schätzenswerte Bereicherung des Materials für die zeichnenden Künste“. Franz Xaver Winterhalter schloss sich dem französischen Maler Vincent Vidal (1811–1887) an, dass „mit wenig Übung die schönsten Resultate“ erzielt werden können. Julius Schnorr von Carolsfeld, Ludwig Richter, Eduard Bendemann, Julius Hübner und Ernst Hähnel waren der Meinung, dass „der von Herrn Sussner erfundene und uns zur Prüfung unterworfene Creta Polycolor [...] den an farbigen Stiften gestellten Anforderungen in größerer Ausdehnung als das seither im Handel bekannt gewordene Material“ entspricht und er „ein schätzbarer Gewinn für die zeichnenden Künste“ sei. Als Stifte „von ausgezeichneter Qualität“ und den Künstlern „wesentliche Dienste“ leistend, befanden Godefried Guffens, Joseph van Lerius und Jan Swerts aus Antwerpen über das Produkt. Eine „überaus schätzbare Bereicherung des Zeichenmaterials“ waren sie für Eduard Hildebrandt. „Die Creta-Polycolor-Stifte übertreffen alle bisher erfundenen Pastell- oder Kreidestifte und sind somit in jeder Hinsicht zum künstlerischen Gebrauch geeignet […] Wir können daher diese Erfindung der Aufmerksamkeit der Künstler empfehlen“ hieß es aus Stockholm von Carl Gustaf Qvarnström, Johan Christoffer Boklund und Carl Theodor Staaff (königlich schwedischer Hofmaler).
Sussners Fabrik war 1846 gegründet worden und hatte ihren Sitz in der Nürnberger Karolinenstraße Nr. 12 sowie eine Zweigniederlassung in Schweinau, in der Kreuzsteinstraße 29. 1872 wurde sie von Johannes Amersdorffer († 1886) übernommen, bis sie 1876 an Friedrich Market überging. Die Fabrik stellte neben den Farbstiften auch Bleistifte, Tonpapier und Zeichenschablonen, um Schritt für Schritt beispielsweise Tiere oder Gebäude zu malen (sogenannte „Peinture Orientale“), her. Seit dem Verkauf seiner Firma an Amersdorffer lebte Gottlieb Sussner als Rentier in Nürnberg in der Äußeren Laufer Gasse.

## Bilder

Ansicht der Fabrik in Schweinau
Ansicht der Oberfichtenmühle zu Zeiten der Bleistiftfabrikation
Bleistiftbündel
G. W. Sussner Creta Polycolor Stifte, Etui zu 36 Stück (diese bereits nach der Übernahme durch Nopitsch hergestellt)
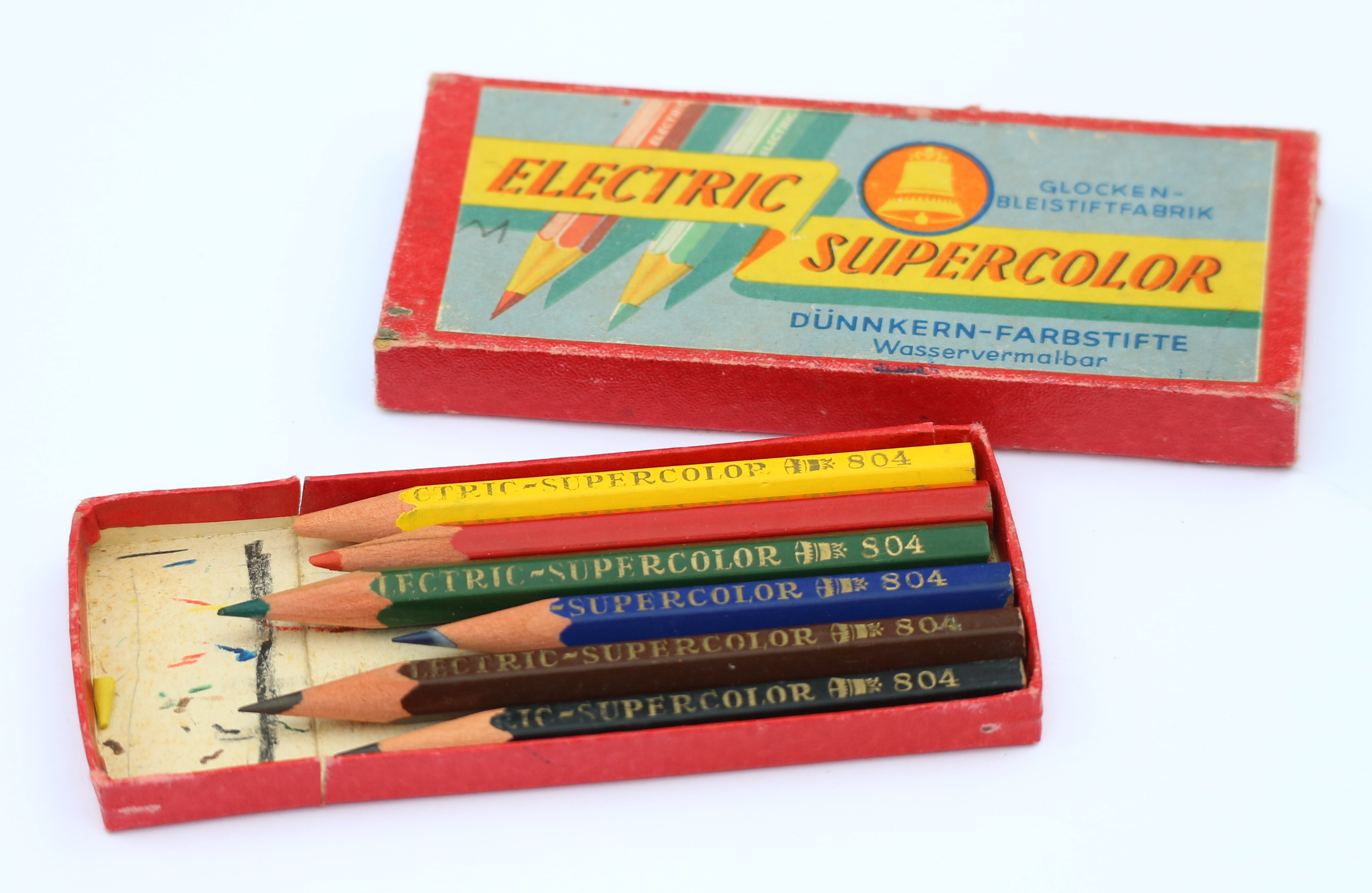
Electric Supercolor Farbstifte
„Makart“-Pastellkreiden
Bleistiftminen zu je sechs Stück
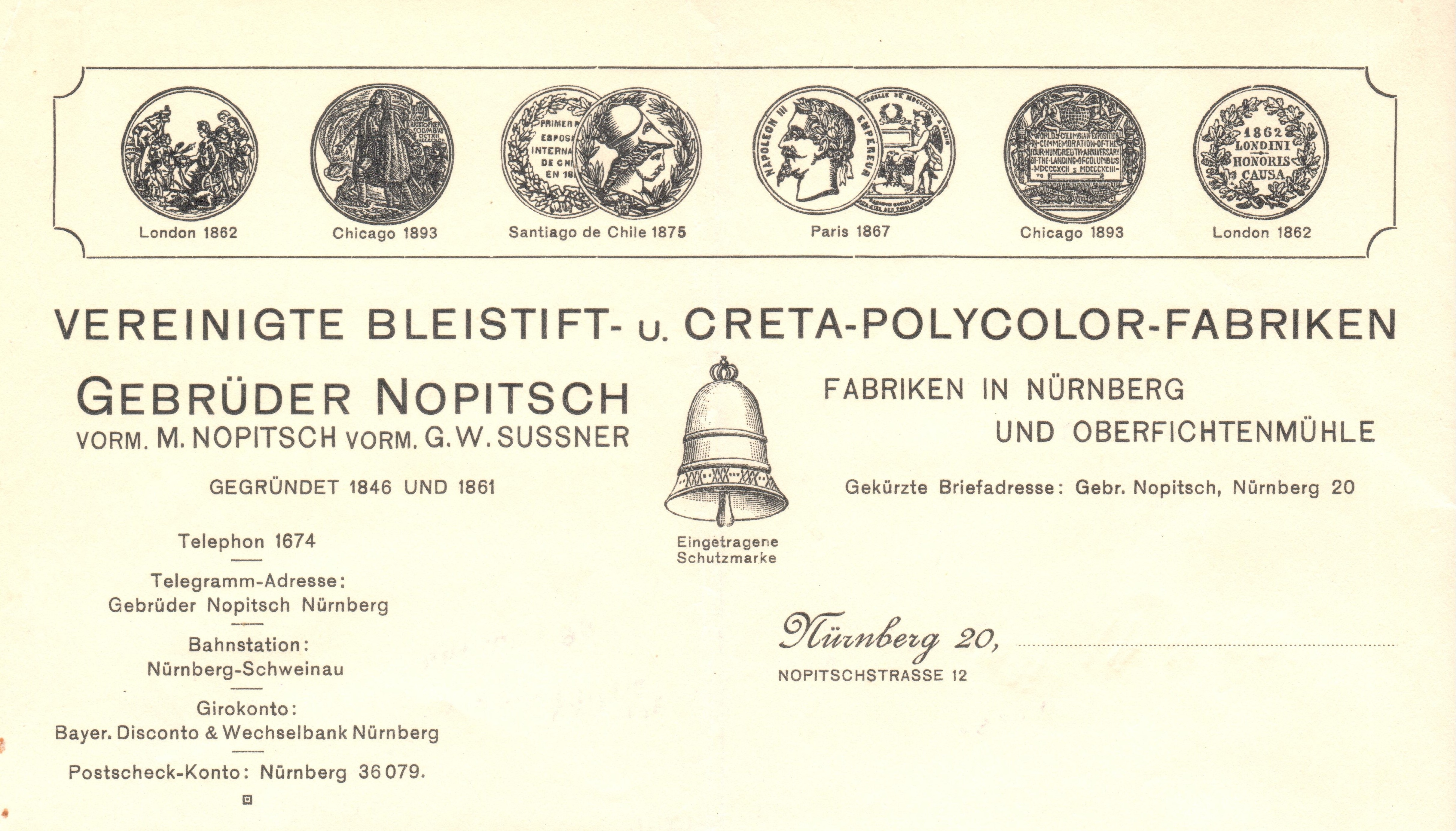
Briefkopf
Briefkopf (für ausländische Korrespondenzen)
Titelblatt einer Werbebroschüre von Gebr. Nopitsch für Creta Polycolor (um 1900)
G. W. Sussners Peinture Orientale (hier für eine Gämse)